# Hódpress.hu

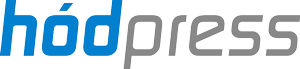
A Hódpress.hu logója

A Hódpress.hu egy 2020 januárjában indult, a hodpress.hu címen elérhető hódmezővásárhelyi városi hírportál, amely elsősorban a település és az azt körülvevő régió híreivel foglalkozik. Kiadója az önkormányzati tulajdonú HVSZ. Zrt.

## Története
Márki-Zay Péter polgármester 2020. január eleji sajtótájékoztatóján bejelentette, hogy az önkormányzat egyik cége médiacentrumot hoz létre online hírportállal, nyomtatott újsággal, és televízióval.
2020 január 27-én délben elindult a Hódpress.hu hírportál. Főszerkesztője Tarnay Kristóf Ábel volt októberi távozásáig, jelenleg a lap vezetését megbízott főszerkesztőként Bottyán Róbert látja el.

## Rovatok
- Városunk
- Régiónk
- Ország-világ
- Kultúra
- Röviden
- Mellékös
- Programajánló
- Plusz